# Robert Kuśnierz
Robert Kuśnierz (ur. 1977) – polski historyk, sowietolog. Pracownik w Instytucie Historii i Politologii Akademii Pomorskiej w Słupsku. Autor pięciu książek i kilkudziesięciu opracowań naukowych z zakresu historii ZSRR, oraz recenzji, artykułów popularnonaukowych a także autor scenariusza wystawy: Wielki głód na Ukrainie 1932–1933, prezentowanej po raz pierwszy 5 marca 2007 r. w Krakowie, a w latach 2007–2008, w kilkudziesięciu innych polskich miastach.

## Życiorys
Ukończył studia historyczne, a następnie w 2004 uzyskał doktorat z nauk humanistycznych na Uniwersytecie Marii Curie-Skłodowskiej w Lublinie. W 2015 r. habilitował się w Instytucie Historii Polskiej Akademii Nauk w Warszawie.
Dwukrotny stypendysta Fundacji Lanckorońskich edycja 2002 i 2005, stypendysta Fundacji na Rzecz Nauki Polskiej, edycja 2005, 2010, laureat stypendium dla wyróżniających się młodych naukowców „Zostańcie z nami” tygodnika „Polityka” edycja 2007. W listopadzie 2007 prezydent Ukrainy Wiktor Juszczenko przyznał dr Kuśnierzowi Order „Za zasługi” III klasy – za „aktywną działalność społeczną, duży wkład ws. wyświetlenia prawdy o Wielkim Głodzie z lat 1932–1933 na Ukrainie”. W roku akademickim 2009/2010 stypendysta Uniwersytetu Harvarda, w latach 2013–14 stypendysta Ministra Nauki i Szkolnictwa w programie „Mobilność Plus” (I edycja) finansujące badania naukowe na Harvard University.
Jego zainteresowania badawcze koncentrują się na historii ZSRR i państw powstałych po jego rozpadzie, ze szczególnym uwzględnieniem Ukrainy. Jest pracownikiem Instytutu Historii Akademii Pomorskiej w Słupsku.

## Wybrane publikacje

### Książki
- Piotr Kołakowski, Robert Kuśnierz: Afera Rana. Zatrzymanie przez sowiecki kontrwywiad por. Stefana Kasperskiego w świetle jego sprawozdania z 12 sierpnia 1936 r.. Kraków: 2014, s. 232. ISBN 978-83-7730-124-1. (współautorstwo i współredakcja z Piotrem Kołakowskim).
- W świecie stalinowskich zbrodni. Ukraina w latach czystek i terroru (1934–1938) w obserwacjach i analizach MSZ oraz wywiadu wojskowego Drugiej Rzeczypospolitej, Słupsk 2013, ss. 428 (nominowana w 2015 r. do Nagrody Naukowej im. Jerzego Giedroycia). ISBN 978-83-7467-214-6
- Holodomor. The Great Famine in Ukraine 1932–1933 (praca zbiorowa), Warsaw – Kiev, ss. 648 (współautorstwo, współredakcja)
- Pomór w „raju bolszewickim”. Głód na Ukrainie w latach 1932–1933 w świetle polskich dokumentów dyplomatycznych i dokumentów wywiadu., Toruń 2008, ss. 205. – publikacja ujawniająca nieznane polskie dokumenty n.t. Wielkiego Głodu[3].
- Ukraina w latach kolektywizacji i Wielkiego Głodu (1929–1933), Toruń 2005, ss. 336.

### Rozprawy i artykuły naukowe
- Невідомі факти з історії репресованих сімей Крушельницьких, Сказинських та Бачинських, “Український Історичний Журнал” 2015, nr 1, s. 57–68.
- „Maksymalna eksploatacja robotnika”. Ruch stachanowski w ocenach i opiniach polskich dyplomatów i urzędników konsularnych, „Dzieje Najnowsze”, R. XLVI 2014, z. 1, s. 60–74.
- Represje wobec konsulatów RP w ZSRR oraz polskie retorsje w 1938 roku [w:] Stosunki polityczne, wojskowe i gospodarcze Rzeczypospolitej Polskiej i Związku Radzieckiego w latach II wojny światowej, red. J. Gmitruk, W. Włodarkiewicz, R. Roguski, Warszawa-Siedlce 2013, s. 17–36.
- The Impact of Great Famine on Ukrainian Cities: Evidence from the Polish Archives, [w:] After the Holodomor. The Enduring Impact of the Great Famino on Ukraine, ed. A. Graziosi, L. Hajda, H. Hryn, Cambridge (Mass, USA) 2013, s. 15–30.
- Represje wobec Polaków na Ukrainie podczas Wielkiej Czystki – wiedza i reakcja polskiej dyplomacji [w:] Polska-Ukraina. Dziedzictwo i współczesność, Słupsk 2012.
- Próby skompromitowania oraz werbunku przez sowieckie służby specjalne pracowników polskich placówek dyplomatycznych w ZSRS w latach 30. XX w. [w:] Służby specjalne w systemie bezpieczeństwa państwa. Przeszłość – Teraźniejszość – Przyszłość. Materiały i Studia, t. I, Szczecin 2012.

- Pogłodowa wieś ukraińska w polskich raportach wywiadowczych i konsularnych (1934–1937) [w:] Studia nad wywiadem i kontrwywiadem Polski w XX, Szczecin 2012.
- Próby interwencji dyplomacji polskiej w obronie prześladowanej Polonii na Ukrainie Sowieckiej w latach trzydziestych XX wieku, “Studia Polonijne” [Lublin] 2011, t. 32, s. 143–168.
- Afera Rana – wpadka polskiego wywiadu w ZSRS w 1936 r. [w:] „Studia z Dziejów Rosji i Europy Środkowo-Wschodniej”, 2011, t. XLVI, s. 159–179.
- Funkcjonowanie polskich placówek dyplomatycznych w ZSRS w warunkach Wielkiego Terroru (1937–1938) [w:] Polska dyplomacja na Wschodzie w XX – początkach XXI wieku, red. H. Stroński, G. Seroczyński, Olsztyn-Charków 2010, s. 374–403.
- Sowieckie ustawodawstwo wobec kułaków [w:] Społeczeństwo a władza. Ustrój, prawo, idee, red. J. Przygodzki, M.J. Ptak, Wrocław 2010.
- Unknown Polish Photographs of the Holodomor, „Holodomor Studies” 2010, no 2, pp. 249–255.
- The Question of the Great Famine in Ukraine of 1932–1933 in the Polish diplomatic and intelligence reports, „Canadian American Slavic Studies Journal”, Fall 2008.
- Pogrom kielecki na łamach polskiej prasy. [w:] Wokół pogromu kieleckiego, red. L. Bukowski, J. Żaryn, J. Jankowski, Kielce 2008.
- Obchody rocznic Wielkiego Głodu w niepodległej Ukrainie, [w:] Historia-mentalność-tożsamość. Miejsce i rola historii oraz historyków w życiu narodu polskiego i ukraińskiego w XIX i XX w. red. J. Pisulińska, P. Sierżęga, L. Zaszkilniak, Rzeszów 2008, s. 690–703.
- Komunistyczna zbrodnia Wielkiego Głodu w życiu społeczno-politycznym Ukrainy, [w:] Dziedzictwo komunizmu w Europie Środkowo-Wschodniej, red. J. Sadowska, Białystok 2008, s. 65–80.
- „Kolektywna konsumpcja” w okresie pierwszej radzieckiej pięciolatki – propaganda a rzeczywistość (mało znany absurd bolszewicki), „Dzieje Najnowsze” Warszawa 2008 nr 2, s. 37–48.
- Kwestia Wielkiego Głodu w prezydenturze Wiktora Juszczenki, „Rocznik Instytutu Europy Środkowo-Wschodniej” 2007 Lublin, s. 74–79.
- Głód na Ukrainie w latach 1932–1933 w świetle zbiorów Archiwum Akt Nowych oraz Centralnego, Archiwum Wojskowego w Warszawie, „Dzieje Najnowsze” Warszawa 2007, nr 2, s. 129–159.
- Львівська українська преса про голодомор в УСРР, „Український Історичний Журнал” 2006, nr 3, s. 199–209;
- „Likwidacja kułaków jako klasy” na Ukrainie, „Rocznik Chełmski” 2004–2006, t. 10, s. 205–222.
- Próba kościelnej niezależności. Ukraińska Autokefaliczna Cerkiew Prawosławna (1919–1936), „Więź” Warszawa 2006, nr 6, s. 107–113.
- Głód na Ukrainie w roku 1933 na łamach prasy, „Res Historica” Lublin 2005, t. 21, s. 79–90.
- Участь української громадськості Польщі в допомогових та протестаційних акціях проти голодомору в Україні, „Український Історичний Журнал” Kijów 2005, nr 2, s. 131–141.
- Propaganda radziecka w okresie Wielkiego Głodu na Ukrainie (1932–1933), „Dzieje Najnowsze” Warszawa 2004, nr 4, s. 29–46.
- Walka z religią na Ukrainie w latach trzydziestych, „Więź” Warszawa 2004, nr 6, s. 115–125.

### Artykuły publicystyczne i popularnonaukowe
- Kanibalizm podczas Wielkiego Głodu na Ukrainie (1932–1933), „Palestra Świętokrzyska” 2009, nr 9–10, s. 28–31.
- Hołodomor – Tragedia wsi ukraińskiej w latach 1932–1933, „Palestra Świętokrzyska” [Kielce] 2009, nr 7–8, s. 45–47.

- Великий голод і польсько-українські відносини, „Наше Слово” [Warszawa], 23 XI 2008.
- Głód potępienia, „Wprost” 2007, nr 10, s. 68–71.
- Wielki Głód, „Polityka” 2007, nr 48, s. 100–103.
- Wiosna nie pachniała kwiatami..., „Gazeta Wyborcza”/ Kielce z 8–9 IX 2007.
- Nie tylko Pawlik Morozow, „Mówią Wieki” 2005, nr 9, s. 26–30.
- Wielki Głód na Ukrainie w latach 1932–1933, „Mówią Wieki” [Warszawa] 2001, nr 1 s. 6–14